# The Beach Boys (album)
The Beach Boys je petindvajseti album ameriške glasbene skupine The Beach Boys. Izšel je leta 1985 pri založbi Brother Records.

## Seznam skladb
1. "Getcha Back" - 3:02
2. "It's Gettin' Late" - 3:27
3. "Crack at Your Love" - 3:40
4. "Maybe I Don't Know" - 3:54
5. "She Believes in Love Again" - 3:29
6. "California Calling" - 2:50
7. "Passing Friend" - 5:00
8. "I'm So Lonely" - 2:52
9. "Where I Belong" - 2:58
10. "I Do Love You" - 4:20
11. "It's Just a Matter of Time" - 2:23
12. "Male Ego" - 2:32